# Geldria
Geldria (niderl. Gelderland, Provincie Gelderland) – największa prowincja Holandii położona pomiędzy rzekami IJssel, Moza i Ren.
Nazwa prowincji pochodzi od Geldrii, krainy historycznej na terenie Świętego Cesarstwa Rzymskiego.
Struktura wyznaniowa
- Protestantyzm – 31%
- Katolicyzm – 29%

## Miasta prowincji
- Arnhem
- Nijmegen
- Apeldoorn
- Zutphen
- Wijchen
- Harderwijk
- Tiel
- Doetinchem
- Culemborg
- Ede
- Ermelo
- Barneveld